# Славутинська вулиця
Славу́тинська ву́лиця — зникла вулиця, що існувала в Подільському районі міста Києва, місцевість Пріорка. Пролягала від Маломостицької вулиці до вулиці Левченка.

## Історія
Виникла в середині ХХ століття під назвою Нова. Назву Славутинська вулиця отримала 1955 року.
Ліквідована у зв'язку зі зміною забудови в 1-й половині 1980-х років.